# Raymon van der Biezen
Raymon van der Biezen (Heesch, 14 januari 1987) is een Nederlandse voormalig BMX'er. Van der Biezen is meervoudig Nederlands kampioen en won vele andere nationale en internationale prijzen. 
In 1991 begon hij op vierjarige leeftijd met fietscross. Van jongs af aan wilde hij niets liever dan fietsen. Hij schreef verschillende Nederlandse jeugdkampioenschappen op zijn naam. In 1997 werd hij gehuldigd tot sportman van het jaar en genomineerd in 2003.
Op het WK 2008 in Taiyuan was het de snelste Nederlander in de eliteklasse en sneuvelde in de halve finale. Hiermee plaatste hij zich voor de Olympische Spelen van 2008 in Peking. In de kwartfinale werd hij tweede en plaatste zich hiermee, net als zijn landgenoten Rob van den Wildenberg en Lieke Klaus, voor de halve finale. In die halve finale wist hij zich niet te kwalificeren voor de finale. Vier jaar later finishte hij bij de Olympische Zomerspelen 2012 in Londen op de vierde plaats. In 2016 beëindigde hij zijn loopbaan.
Hij is aangesloten bij Fcc Wheels Erp.
Begin 2018 werd hij assistent-bondscoach van de Nederlandse ploeg. In mei 2019 werd hij samen met Rob van den Wildenberg aangesteld als opvolger van Bas de Bever als bondscoach van de Nederlandse BMX-selectie.

## Titels
- Nederlands jeugdkampioen (outdoor) - 1995, 1996, 1997
- Nederlands jeugdkampioen (indoor) - 1995

## Palmares
- 1997: 8e EK in Doetinchem
- 1998:  EK in Schwedt a/d Oder
- 2005: 5e EK junioren eindstand
- 2005: 10e op de UCI rankinglijst (junioren)
- 2006:  EK indoor
- 2007: 5e WK Canada in de cruiser klasse
- 2007: 4e op de UCI Supercross in Peking
- 2007: 5e op de UCI Supercross in Salt Lake City
- 2008: halve finale WK in Taiyuan
- 2008: halve finale Olympische Spelen van Peking
- 2012: 4e op de Olympische Spelen Londen